# 정국교
정국교(鄭國敎, 1960년 6월 26일~)는 대한민국의 기업인 출신 정치인이다.
부여고등학교를 거쳐 단국대학교 무역학과를 나왔다. 이후 정국교는 기업인 출신이며 제18대 통합민주당 비례대표의 국회의원으로 당선되었으나 2007년 4월 자신이 운영하는 회사인 H&T가 우즈베키스탄에서 태양전지 관련 사업을 추진하고 있다는 공시를 낸 후 주가가 오르자 지분을 처분해 400억원대의 시세차익을 챙기고 국회의원 후보 재산 등록을 누락한 혐의(증권거래법, 공직선거법 위반)로 기소됐다. 결국 주가조작 혐의로 1심과 2심에서 벌금 1000만원을 선고받고 대법원에서 형이 확정돼 의원직이 상실됐다. 정국교의 비례대표 자리는 김진애가 승계했다.

## 학력
- 부여고등학교
- 단국대학교 무역학과

## 약력
- 2017년 8월 ~ 2018년 8월 : 더불어민주당 당무위원 겸 청년기업인육성특별위원회 위원장
- 2017년 4월: 제19대 대통령선거 더불어민주당 문재인 후보 중앙선거대책위원회 대,중소기업상생위원회 위원장
- 2015년 5월 ~ 2016년 8월: 대전광역시청 정책특별보좌관
- 2008년: 국회 국방위원회 위원
- 2008년 5월 ~ 2009년 7월: 제18대 민주당 비례대표 국회의원
- 2006년: 조선일보 독자권익보호 위원
- 2006년: 단국대학교 무역학과 외래교수
- 2006년: 한국무역협회 이사
- 2005년: 산업자원부 정책 평가위원
- 2004년: 대통령직속 중소기업특별위원회 대.중소기업 협력분과위원회 위원
- 2003년: 한국EMS산업협회 회장
- 2001년: 에이치앤티 대표이사 사장, 한국이엠에스 대표이사
- 1999년: 뉴맥스 경영지원팀 팀장, 상무이사
- 1996년: 태일개발 사업본부 본부장, 상무이사
- 대우

## 수상
- 2007년 - 제44회 무역의 날 산업자원부장관표창
- 2003년 - 국무총리표창
- 2002년 - 7천만불 수출탑
- 2001년 - 제38회 무역의 날 산업포장

## 역대 선거 결과
| 선거명      | 직책명              | 대수 | 정당       | 득표율 | 득표수      | 결과         | 당락                   |
| ----------- | ------------------- | ---- | ---------- | ------ | ----------- | ------------ | ---------------------- |
| 제18대 총선 | 국회의원 (비례대표) | 18대 | 통합민주당 | 25.17% | 4,313,645표 | 비례대표 6번 | 비례대표 국회의원 당선 |